# Médaille Pour le mérite dans l'exploration spatiale

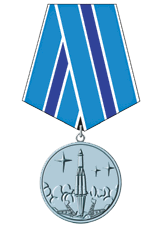
Médaille « Pour le mérite dans l'exploration spatiale ».

La médaille « Pour le mérite dans l'exploration spatiale » (en russe : Медаль "За заслуги в освоении космоса") est une distinction remise par la Russie en récompense à des réalisations dans le cadre de programmes spatiaux.
Créée en 2010, elle peut être décernée également aux citoyens non-russes et concernent à la fois les civils et les militaires.